# Ærkeenglen Mikael
Ærkeenglen Mikael (navnet ses også med -ch-) er en af de få engle, der omtales med navn i Bibelen. Han omtales blandt andet i Daniels Bog: Profeten Daniel oplever i et syn en engel, Daniel beretter om Mikael som Israels beskytter.
Han er også Himlens beskytter og leder i kampen mod den frafaldne ærkeengel Lucifer.

## Navnet Mikaels betydning
Mikael (hebraisk: מיכאל, Micha'el eller Mîkhā'ēl; græsk: Μιχαήλ, Mikhail; latin: Michael eller Michaël; arabisk: میکائیل, Mikā'īl) er en af de syv ærkeengle i jødisk tradition. Af det hebraiske navn מִיכָאֵל (Mikha'el) med betydningen "Hvem er som Gud?", underforstået, at ingen er som Gud, "Der er ingen som Gud". 

## Ærkeenglen Mikaels funktion
Mikael kan betragtes som "overhoved for Guds Hær", der slås mod den oprørske engel, Satan, og de engle, som Satan tog med sig i faldet.
Kirker og kapeller viet til ærkeengle findes i Østkirken allerede på 300-tallet. I Egypten blev Mikael og Gabriel ivrigt dyrket. I Konstantinopel lod Konstantin den Store et Vesta-tempel omdanne til et Mikaelion (helligdom for Mikael), hvor Mikael som arvtager efter Asklepion foretog mange mirakuløse helbredelser. I Konstantinopel var helgenens popularitet så stor, at der ved tyrkernes erobring i 1453 fandtes hele femten Mikael-kirker i byen. Et andet centrum for helgens popularitet syntes at være i Konya. Det første vestlige centrum var Monte Gargano i Apulien, hvor Mikael første gang åbenbarede sig ved at tage en flygtet hvid tyr i sin varetægt. Fire dage senere, 8.maj 490, viste han sig for den lokale biskop, og to år senere hjalp han byen Sipontos borgere i kampen mod napolitanerne. I 493 besluttede Michael, at hulen, hvor han fandt den hvide tyr, skulle omgøres til helligdom, og stod selv for indvielsen. Gradvis voksede byen Monte Sant' Angelo  frem rundt helligdommen, hvortil pilgrimme valfartede gennem hele middelalderen. 
Mikael viste sig også i Cornwall, hvor fiskerne i Mounts Bay lod en endnu eksisterende Mikael-kirke opføre på bjerget St. Michael's Mountain til beskyttelse mod havet.  I 708 viste han sig tre gange i drømme for biskop Aubert af Avranches i Normandiet med besked om at få en kirke opført på den gamle keltiske ø Mons Tumba. Det gik dog først i orden efter den tredje drøm, hvor ærkeenglen dertil slog biskoppen i hovedet med et sværd.  Mons Tumba er i dag kendt som Mont Saint-Michel, hvor benediktinerordenen gennem århundreder sørgede for, at klosterborgen blev et centrum for lærdom og kultur. 

## Helligdage
8. maj og 29. september er viet til Mikael. 8.maj knyttes til åbenbaringen på Monte Gargano, mens 29.september, Mikkelsdag, betegner kirkeindvielsen sammesteds, og er i moderne tid festdag for alle de tre ærkeengle. 

## Forekomst i Bibelen
Mikael nævnes ved navn i hvert fald tre steder i Bibelen: i Daniels bog, i Johannes' åbenbaring og i Judas' Brev. I Daniels bog 10:13 forklares Mikael som "en af de fornemste fyrster". I Daniels vision får englen Gabriel støtte i sin kamp med englen af Persien (Dobiel), og Mikael er også beskrevet som forkæmper for Israel og "den store fyrste, der står ved dit folks side", fra 1. vers af Daniels bogs 12. kapitel.
I Åbenbaringen nævnes Mikael i 12:7:
"Og der blev krig i himlen. Mikael og hans engle gik i krig med dragen, og dragen og dens engle tog kampen op, men kunne ikke stå sig, og de havde ikke længere deres plads i himlen".
Mange detaljer om Mikael kommer fra den apokryfe bog Enoks bog, der ikke hører med til de protestantiske skrifter.

I Judas' Brev nævnes Mikael i kap. 1, vers 9.
"Dengang ærkeenglen Mikael stredes med Djævelen om Moses' lig, vovede han trods alt ikke at udtale nogen spottende dom, men sagde blot: "Herren straffe dig!"."

## Skytshelgen
Mikael regnes som skytshelgen for blandt andet søfolk, politifolk, soldater, det jødiske folk og det tyske folk foruden byerne Bruxelles, Kyiv og Arkhangelsk.